# Ingeniería de tejidos
La Ingeniería de tejidos, también conocida como medicina regenerativa, es la rama de la bioingeniería que se sirve de la combinación de células, métodos de ingeniería de materiales, bioquímica y fisicoquímica para mejorar o reemplazar funciones biológicas. Mientras la mayoría de definiciones de la ingeniería de tejidos cubre un amplio rango de aplicaciones, en la práctica el término está íntimamente relacionado con las aplicaciones de reparar o reemplazar parcial o totalmente tejidos (por ejemplo, hueso, cartílago, válvula cardiaca, vejiga, etc.). A menudo, los tejidos implicados requieren ciertas propiedades mecánicas y estructuras para su propia función. 
En el fondo incluye también las transfusiones, trasplantes, terapias génicas...
Esta ingeniería es una especialidad que aplica los principios de la ingeniería y las ciencias de la vida a la fabricación de sustitutos biológicos que mantengan, mejoren o restauren la función de órganos y tejidos en el cuerpo humano. De naturaleza eminentemente interdisciplinaria, la ingeniería de tejidos incluye conceptos de ramas tan diversas como la biología celular, la microfabricación, la robótica y la ciencia de los materiales para diseñar partes de reemplazo del cuerpo humano.
El término ha sido también aplicado a los esfuerzos de diseño de funciones bioquímicas usando células junto con sistemas de soporte creados artificialmente (como por ejemplo un páncreas artificial o hígado artificial).

## Áreas del conocimiento

Animación de un nanotubo de carbono rotando y mostrando su estructura 3D.

La ingeniería de tejidos usa fundamentalmente células cultivadas y/o modificadas genéticamente en el laboratorio como material de ingeniería. 
Así mismo se utilizan andamios 3D que fungen como guías y soportes para el transporte celular y molecular. Estos sirven para reemplazar parte de hueso o de órganos dañados que han dejado de desarrollar su función. 
Los andamios pueden ser fabricados con diferentes materiales como colágeno, hidrogeles, nano fibras y biopolímeros. 
El desarrollo de los andamios tiene que cumplir con las siguientes características:
- Biocompatibilidad
- Inerte al medio
- Degradación paulatina mediante el crecimiento celular y tisular
- Porosidad adecuada para la sujeción celular
- Derivados del material no tóxicos

En este sentido los nanotubos de carbono son firmes candidatos para convertirse en "andamios" para órganos ya que son biocompatibles, resistentes a la biodegradación y pueden ser funcionales con biomoléculas.

## Campos de acción
En la mayoría de casos, la creación de tejidos y estructuras biológicas in vitro requiere un considerable conocimiento de la célula para garantizar su supervivencia, crecimiento e incentivar su funcionalidad. En general, los requerimientos básicos de las células deben ser mantenidos durante su cultivo incluyen  oxígeno, pH, humedad, temperatura, nutrientes y el mantenimiento de la Presión osmótica. El proceso de cultivo celular presenta problemas adicionales en el mantenimiento de las condiciones óptimas. 
Otro campo de la ingeniería de tejidos es la introducción a los propios factores  o la estimulación requerida para inducir las funciones vitales. En muchos casos, el mantenimiento del cultivo celular no es suficiente. Factores de crecimiento, hormonas, metabolitos específicos o nutrientes, estímulos químicos y físicos son en ocasiones necesarios. Por ejemplo, ciertas células responden a cambios en el oxígeno como parte de su desarrollo normal, como pueda ser los Condrocitos, el cual debe adaptarse a condiciones de baja concentración de O2 o hipoxia durante los desarrollos esqueléticos. Otros, como las células Endoteliales, responde a una tensión cortante desde el fluido que fluye, el cual se encuentra en los vasos sanguíneos. Una dirección prometedora es la ingeniería de tejidos in situ (intraoperatoria). Según este enfoque, las construcciones de tejidos pueden ser creadas e implantadas en el mismo procedimiento quirúrgico. La sembradura de andamio se realiza intraoperatoriamente con células aisladas durante la operación. Con este enfoque, las células no necesitan ser cultivadas in vitro.

### Biorreactores
En muchos casos, biorreactores son empleados para mantener unas condiciones de cultivo celular específicas. Los dispositivos son muy diversos, con múltiples diseños ad hoc para aplicaciones específicas. El uso de biorreactores permite el control preciso y continuo de las condiciones de cultivo celular y permiten también introducir diferentes estímulos al cultivo de tejidos.

## Algunos ejemplos de tecnologías de la ingeniería de tejidos
- Hígado bioartificial - muchos de los esfuerzos de investigación han producido ayuda hepática usando hepatocitos vivos.
- Páncreas artificial - las investigaciones engloban el uso de islotes de Langerhans para producir y regular insulina, particularmente en casos de diabetes.
- Vejigas artificiales - En la Wake Forest University se ha conseguido implantar con éxito vejigas desarrolladas artificialmente en siete de 20 humanos, dentro de un experimento a muy largo plazo.[3]
- Cartílago - tejido cultivado en laboratorio  ha sido usado con éxito para reparar cartílago de rodilla.[4]
- Piel -  órgano que recubre el cuerpo y evita que entren patógenos y que  nos deshidratemos. Un grupo de investigación de la Universidad Carlos III de Madrid ha conseguido generar este tejido a partir de bioimpresión, consiguiendo un resultado similar al del cuerpo humano. Este equivalente puede ser empleado en casos de grandes quemados o pacientes con úlceras.[5]

## Historia

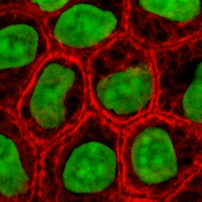
Células epiteliales tintadas.

Durante los últimos 50 años, el desarrollo de la biología celular y molecular, con sus grandes logros técnicos y científicos, ha hecho posible el poder restaurar o mejorar la función de órganos y tejidos lesionados por enfermedades o traumatismos. La cirugía de trasplantes a partir de órganos y tejidos extraídos de donantes es parte de esta medicina reparadora.
En 1975 El equipo del Dr. Rheinwald a partir de los trabajos con una línea celular epitelial cutánea o queratinocitos originada de un teratoma de ratón, establecieron las condiciones necesarias y fundamentales para cultivar, de forma indefinida, este tipo de células. El desarrollo in vivo de las células epiteliales, así como su diferenciación y multiplicación, dependen de complejas interacciones con la matriz extracelular, así como de diferentes estímulos procedentes de los fibroblastos y sus productos. Su primera aplicación clínica se produce en 1980, el equipo de la Dra Banks-Schlegel demuestra la viabilidad del epitelio cutáneo obtenido in vitro empleándolo como injerto en animales de experimentación, lo cual llevó al perfeccionamiento de estas técnicas haciendo posible la utilización de estos tejidos, obtenidos en el laboratorio, en la práctica clínica.

### Estado actual de la medicina regenerativa
Tras el boom inicial de las células madre, este campo continúa todavía a día de hoy en sus inicios. Sin embargo ha de ser destacado que se continúan realizando múltiples investigaciones de forma exhaustiva y pausada, lo que hace avanzar a la medicina regenerativa de forma lenta, pero segura.
Los agentes reguladores están actuando de forma serena. De hecho, la Agencia Europea de Medicamentos (EMEA) ha aprobado ya un producto belga de este campo denominado ChondroCelect. La industria privada creó un gran consorcio de cooperación en 2008, y se están creando también grandes fondos de inversión públicos.
Actualmente existen guías que indica la forma de preceder para el uso clínico de células madre.
La medicina regenerativa es, por tanto, un campo en continua expansión que se espera sea de uso generalizado en la clínica para 2020. Lo que se traducirá en grandes avances médicos para las personas accidentadas, enfermos, personas mayores, lesiones deportivas y heridos de guerra.

### Principales problemas contra el avance de la medicina regenerativa
- El riesgo de rechazo del nuevo tejido/órgano por parte del organismo.
- La morbidad asociada con las terapias inmunosupresoras, necesarias para intentar evitar el rechazo en la medida de lo posible.
- El bajo número de donantes de órganos.